# Arquidiócesis de Bourges
La arquidiócesis de Bourges (en latín: Archidioecesis Bituricensis y en francés: Archidiocèse de Bourges) es una circunscripción eclesiástica de la Iglesia católica en Francia. Se trata de una arquidiócesis latina, sufragánea de la arquidiócesis de Tours. Desde el 25 de julio de 2018 su arzobispo es Jérôme Daniel Beau.

## Territorio y organización

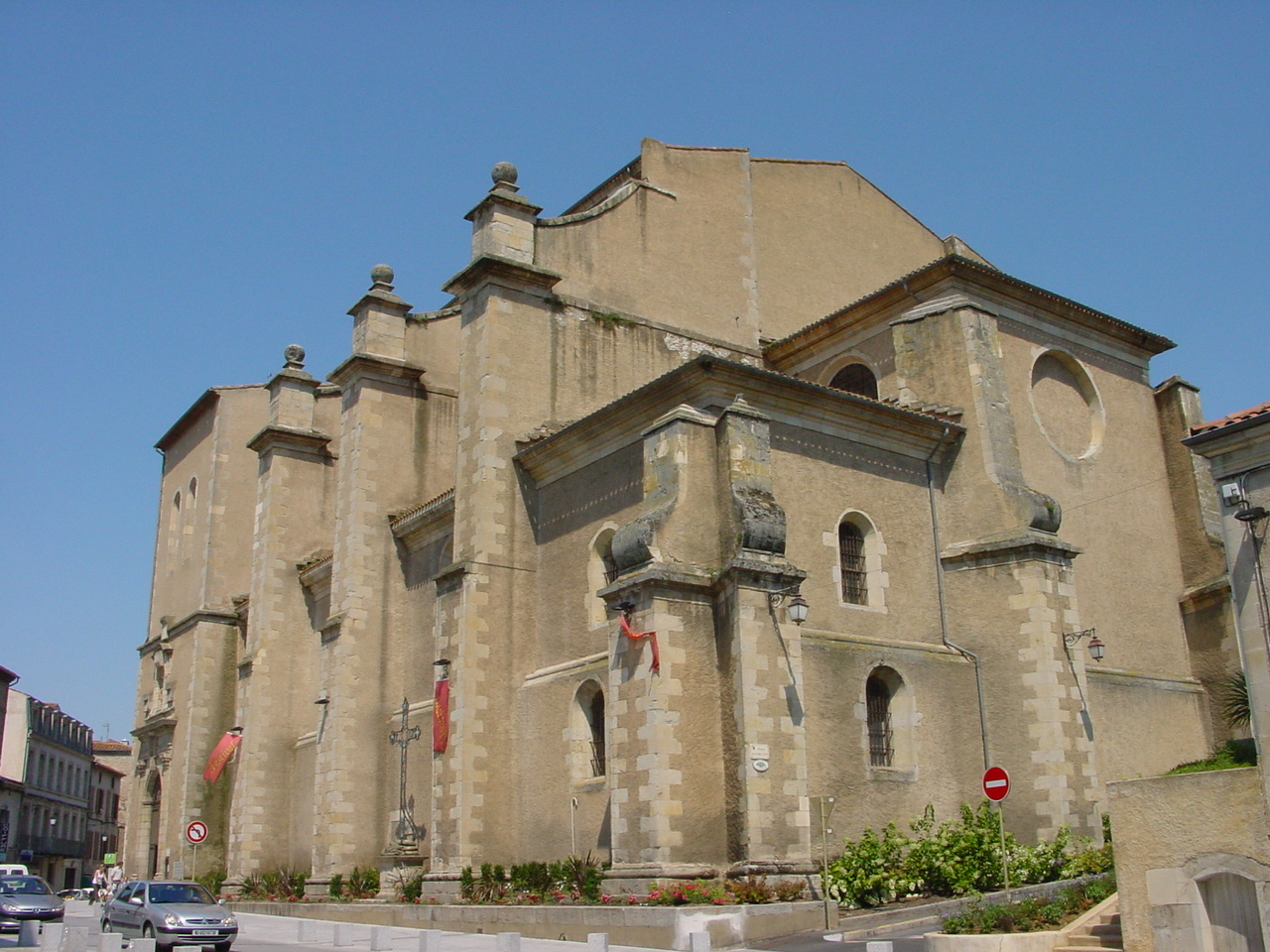
Excatedral de San Benito, en Castres

La arquidiócesis tiene 14 020 km² y extiende su jurisdicción sobre los fieles católicos de rito latino residentes en los departamentos de Cher e Indre en la región de Centro-Valle del Loira.

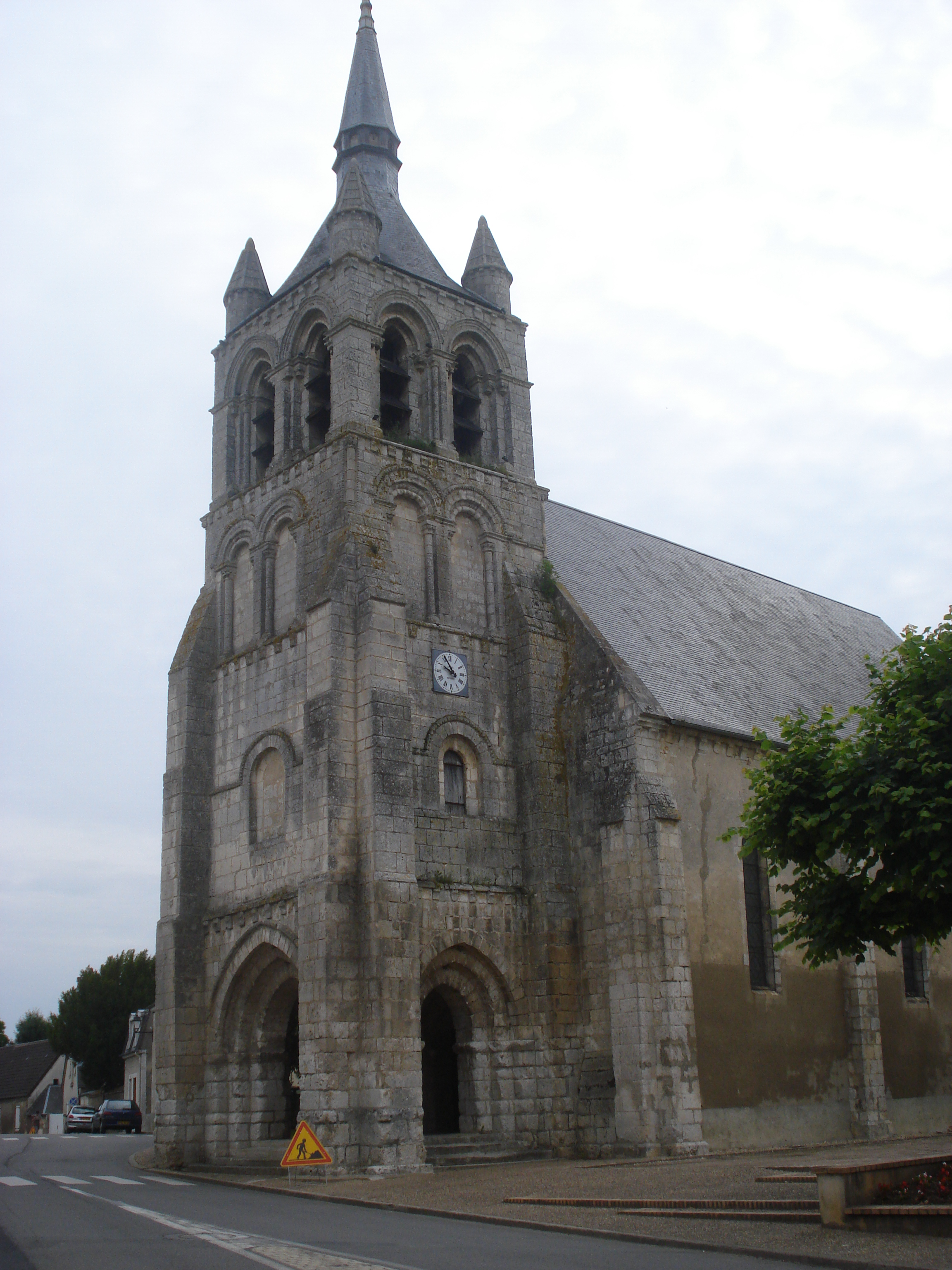
Santuario de Sainte-Solange

La sede de la arquidiócesis se encuentra en la ciudad de Bourges, en donde se halla la Catedral de San Esteban. Los principales lugares de peregrinación de la arquidiócesis son:
- Nuestra Señora de Déols, cerca de Châteauroux, que data del siglo X. La iglesia fue consagrada por el papa Pascual II. El papa Alejandro III en el exilio vivió en este lugar y allí conoció a Enrique II de Inglaterra. El papa Honorio III también visitó el santuario;
- Nuestra Señora de la Buena Muerte, en Fontgombault;
- el santuario de Sainte-Solange; la santa nació en 862 en Villemont, a tres leguas de Bourges y sufrió el martirio en 875 para conservar su virginidad;
- Nuestra Señora del Sagrado Corazón, en Issoudun, donde el sacerdote Jean Jules Chevalier, párroco de la localidad, fundó las congregaciones de las Misioneras del Sagrado Corazón de Jesús y de las Hijas de Nuestra Señora del Sagrado Corazón;
- Nuestra Señora de Pellevoisin, famosa por las apariciones supuestamente ocurridas en 1876;
- Basílica de Nuestra Señora de los Niños, en Châteauneuf-sur-Cher; la romería más importante se realiza cada año durante el mes de mayo.[1]

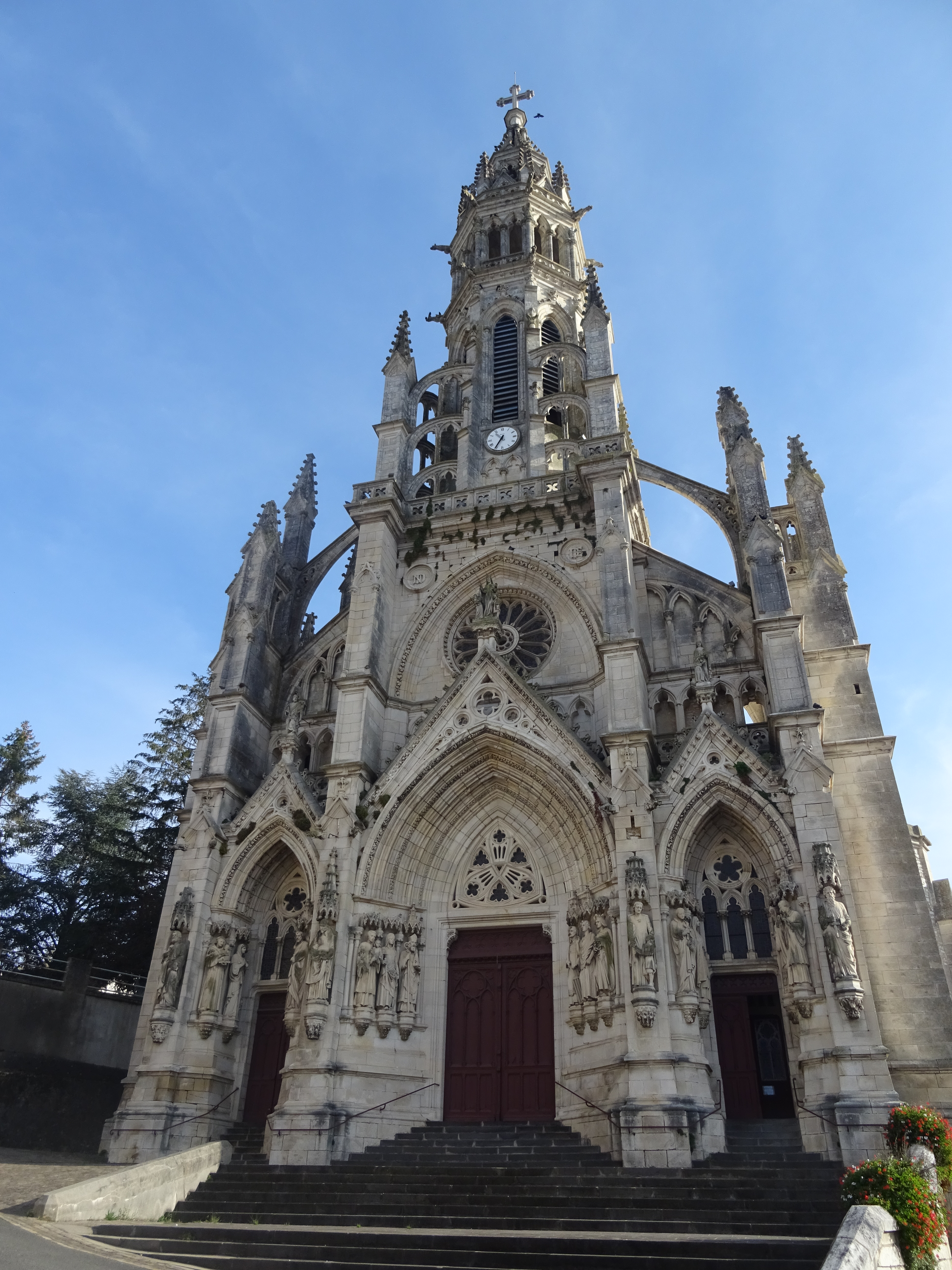
Basílica de Nuestra Señora de los Niños, en Châteauneuf-sur-Cher

En 2022 en la arquidiócesis existían 58 parroquias agrupadas en 12 decanatos.

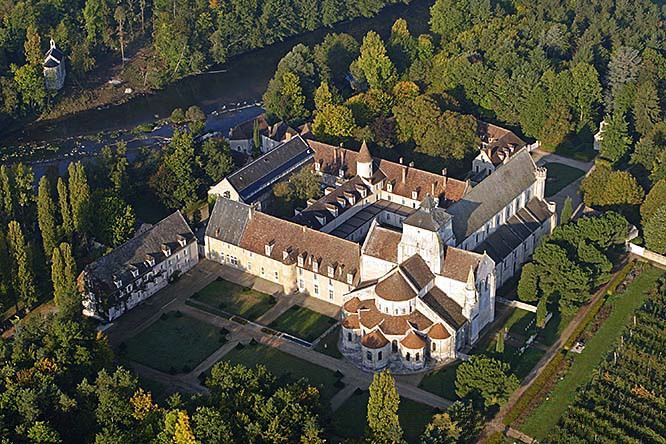
Abadía Notre-Dame de Fontgombault

## Historia

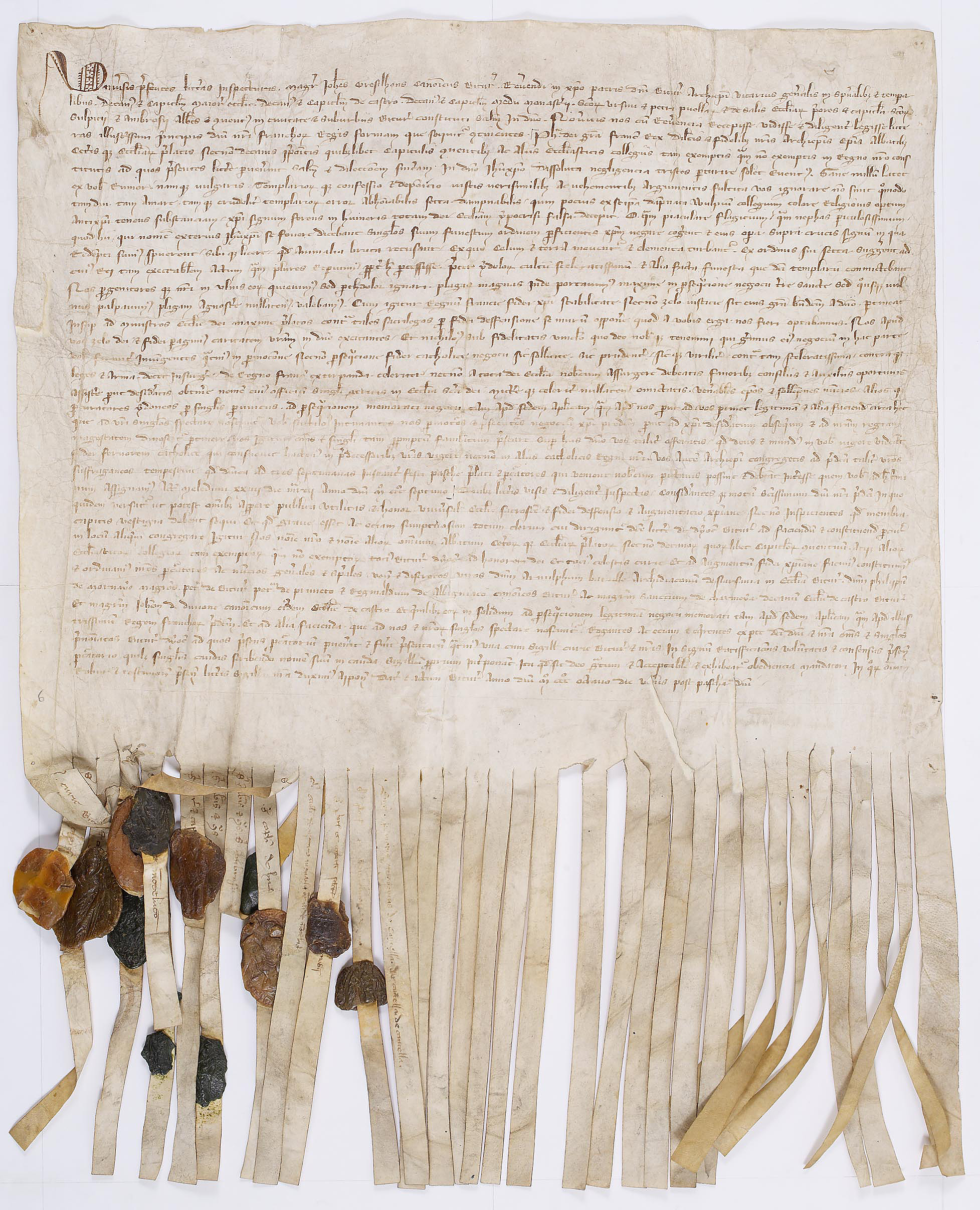
El clero de la Diócesis de Bourges nombra sus diputados a los estados generales. Bourges, 19 de abril 1308. Archivo nacional de Francia

La arquidiócesis fue erigida en el siglo III. Según la tradición, el protoobispo habría sido san Ursino, evangelizador de la histórica región de Berry, mencionado en dos ocasiones en las obras de Gregorio de Tours. Los dípticos de la arquidiócesis mencionan diez obispos después de san Ursino, que preceden al primer obispo de Bourges históricamente documentado, León, que firmó las actas del Concilio de Angers el 4 de octubre de 453.
Biturigi fue la capital de la provincia romana de Aquitania primera, como lo demuestra la Notitia Galliarum de principios del siglo V. Con el establecimiento de la organización eclesiástica, Biturigi se convirtió, además de centro administrativo de la región, en sede metropolitana de la provincia eclesiástica, inspirada en la civil, que incluía las diócesis sufragáneas de Clermont, Rodez, Albi, Cahors, Limoges, Mende y Le Puy.
En la Edad Media surgió una disputa entre las sedes metropolitanas de Burdeos y Bourges sobre el reclamo de Bourges sobre la primacía de Aquitania. La cuestión ha sido aclarada por los estudiosos modernos, que han establecido que la carta del papa Nicolás I a Rodolfo (864), que fecha la existencia del primado de Bourges en el siglo IX y que califica al arzobispo con el título de patriarca, no es auténtica. Como capital de Aquitania I, Bourges aspiraba antiguamente a preeminencia sobre las provincias de Aquitania II y Aquitania III y, por lo tanto, también sobre Burdeos. Hacia 1073 estas aspiraciones genéricas tomaron la forma de reclamaciones; entre 1112 y 1126 el papado las reconoció y en 1146 el papa Eugenio III confirió la primacía de Pierre de La Châtre, arzobispo de Bourges, sobre Burdeos.
En el siglo XII dos papas visitaron Bourges: el papa Pascual II en 1107 y el papa Alejandro III en 1163. En el siglo siguiente se celebraron dos de los concilios regionales más importantes de Bourges, los de 1225 y 1226, que condenaron a los albigenses.
En 1195 se inició la construcción de la catedral de estilo gótico. Fue consagrada por el arzobispo Guillaume de Brosse el 13 de mayo de 1324.
En 1225 se celebró en Bourges un importante concilio convocado por el cardenal Romano Bonaventura durante la cruzada albigense para establecer quién entre Raimundo VII de Toulouse y Amalarico VI de Montfort era el legítimo señor del condado de Toulouse.
En 1232 el papa Gregorio IX concedió al arzobispo de Bourges, en calidad de patriarca, el derecho de visitar la provincia de Aquitania, impuso al arzobispo de Burdeos el deber de asistir, al menos una vez, a los concilios convocados por el arzobispo de Bourges y estableció que las medidas del arzobispo de Burdeos podían ser apeladas ante el arzobispo de Bourges. Cuando ocasionalmente, en 1240 y 1284, los arzobispos de Bourges visitaron Burdeos, encontraron las puertas de las iglesias cerradas y respondieron con la excomunión a las protestas del clero bordelés contra sus visitas.
Cuando Francia perdió Aquitania debido a la anulación del matrimonio entre Luis VII de Francia y Leonor de Aquitania que se había celebrado en la Catedral de Burdeos en 1137, Burdeos se convirtió en la capital de las posesiones inglesas en Aquitania. Luego, la disputa entre las sedes metropolitanas de Burdeos y Bourges adquirió un carácter político y el rey de Francia comenzó a apoyar las pretensiones de Bourges.
El papa Clemente V (1305-14) estaba en contra de las afirmaciones de Bourges. Una vez convertido en papa, a pesar de sus simpatías francesas, siguió el plan de emancipar Burdeos de Bourges.
En 1327 la arquidiócesis tenía 733 parroquias. En el siglo XIV la provincia eclesiástica se amplió con las nuevas diócesis de Tulle, Saint-Flour, Vabres y Castres, erigidas por el papa Juan XXII.
En 1438 se celebró en Bourges otro importante concilio que, tras la aprobación de la Pragmática Sanción del rey Carlos VII, intentó establecer una Iglesia galicana autónoma de Roma.
Durante el episcopado de Jean Cœur, en la segunda mitad del siglo XV, se fundó la universidad de Bourges.
En 1528 un concilio de Bourges condenó a los hugonotes, favorecidos tanto por la universidad donde habían estudiado Calvino y Teodoro de Beza como por la corte de Margarita de Valois.
En 1603 la arquidiócesis contaba con 772 parroquias, que pasarían a ser 801 en 1776 y 796 en vísperas de la Revolución francesa, cuando se agruparon en 9 arcedianatos y 20 arciprestazgos.
El 3 de octubre de 1678, con la erección de la diócesis de Albi como sede metropolitana, la provincia eclesiástica de Bourges perdió las diócesis sufragáneas de Rodez, Castres, Vabres, Cahors y Mende.
A raíz del concordato mediante la bula Qui Christi Domini del papa Pío VII del 29 de noviembre de 1801, la arquidiócesis se amplió incorporando el territorio de la diócesis de Nevers, que fue suprimida.
El 6 de octubre de 1822, en virtud de la bula Paternae charitatis del papa Pío VII, la diócesis de Nevers fue restablecida, obteniendo el territorio de la arquidiócesis de Bourges. Al mismo tiempo, se reestructuró la provincia eclesiástica de Bourges, pasando a incluir las sufragáneas de Clermont, Limoges, Le Puy, Tulle y Saint-Flour.
Tras el sínodo de 1990, en 1994 el territorio de la arquidiócesis pasó por una importante revisión y el número de parroquias se redujo de más de 500 a las 64 actuales.
Tras la reorganización de los distritos eclesiásticos franceses, desde el 8 de diciembre de 2002 Bourges ya no es sede metropolitana, manteniendo su dignidad arzobispal, y pasó a formar parte de la provincia eclesiástica de Tours.

## Estadísticas
Según el Anuario Pontificio 2023 la arquidiócesis tenía a fines de 2022 un total de 500 000 fieles bautizados.
| Año                                                                             | Población            | Población | Población      | Sacerdotes | Sacerdotes    | Sacerdotes    | Bautizados por sacerdote | Diáconos permanentes | Religiosos | Religiosos | Parroquias |
| Año                                                                             | Bautizados católicos | Total     | % de católicos | Total      | Clero secular | Clero regular | Bautizados por sacerdote | Diáconos permanentes | Varones    | Mujeres    | Parroquias |
| ------------------------------------------------------------------------------- | -------------------- | --------- | -------------- | ---------- | ------------- | ------------- | ------------------------ | -------------------- | ---------- | ---------- | ---------- |
| 1950                                                                            | 505 000              | 538 000   | 93.9           | 476        | 441           | 35            | 1060                     |                      | 70         | 560        | 506        |
| 1959                                                                            | 500 000              | 531 812   | 94.0           | 417        | 370           | 47            | 1199                     |                      | 112        | 550        | 505        |
| 1969                                                                            | 532 000              | 551 430   | 96.5           | 410        | 351           | 59            | 1297                     |                      | 59         | 478        | 164 (?)    |
| 1980                                                                            | 520 000              | 585 000   | 88.9           | 331        | 230           | 101           | 1570                     | 1                    | 167        | 550        | 507        |
| 1990                                                                            | 520 000              | 588 000   | 88.4           | 261        | 175           | 86            | 1992                     | 4                    | 153        | 466        | 507        |
| 1999                                                                            | 508 000              | 576 000   | 88.2           | 223        | 148           | 75            | 2278                     | 11                   | 125        | 384        | 67         |
| 2000                                                                            | 511 000              | 579 000   | 88.3           | 208        | 139           | 69            | 2456                     | 13                   | 117        | 380        | 67         |
| 2001                                                                            | 500 000              | 545 567   | 91.6           | 199        | 132           | 67            | 2512                     | 15                   | 113        | 375        | 67         |
| 2002                                                                            | 500 000              | 545 667   | 91.6           | 201        | 135           | 66            | 2487                     | 16                   | 119        | 328        | 64         |
| 2003                                                                            | 500 000              | 545 567   | 91.6           | 159        | 119           | 40            | 3144                     | 17                   | 89         | 348        | 64         |
| 2004                                                                            | 500 000              | 545 567   | 91.6           | 143        | 120           | 23            | 3496                     | 15                   | 70         | 340        | 64         |
| 2006                                                                            | 501 000              | 546 715   | 91.6           | 139        | 106           | 33            | 3604                     | 17                   | 74         | 325        | 64         |
| 2012                                                                            | 502 700              | 549 900   | 91.4           | 127        | 100           | 27            | 3958                     | 18                   | 109        | 232        | 64         |
| 2015                                                                            | 502 400              | 541 869   | 92.7           | 98         | 74            | 24            | 5126                     | 20                   | 55         | 148        | 64         |
| 2018                                                                            | 508 400              | 541 660   | 93.9           | 97         | 68            | 29            | 5241                     | 19                   | 64         | 134        | 58         |
| 2020                                                                            | 499 660              | 532 250   | 93.9           | 91         | 67            | 24            | 5490                     | 20                   | 58         | 131        | 58         |
| 2022                                                                            | 500 000              | 533 000   | 93.8           | 85         | 66            | 19            | 5882                     | 18                   | 49         | 111        | 58         |
| Fuente: Catholic-Hierarchy, que a su vez toma los datos del Anuario Pontificio. |                      |           |                |            |               |               |                          |                      |            |            |            |